# José Antonio Bernal
José Antonio Bernal (n. Zaragoza, 1979), que firma como Bernal, es un ilustrador, humorista gráfico y dibujante de cómics español. Galardonado con el premio Popular al «Autor Revelación» del Salón Internacional del cómic de Barcelona 2007 y premio al «Humorista del año» en el IX Festival del Humor de Zaragoza 2015…  ha colaborado en el periódico Heraldo de Aragón, en el Diario Equipo con viñetas del Real Zaragoza y en revistas como Zaracómic, Capúzate, Buenafuente, Malavida, Web Negre y Amaníaco. A todo ello hay que sumarle la labor como guionista para la productora Lobomedia en el programa "En el Fondo Norte" de Aragón TV.

## Biografía

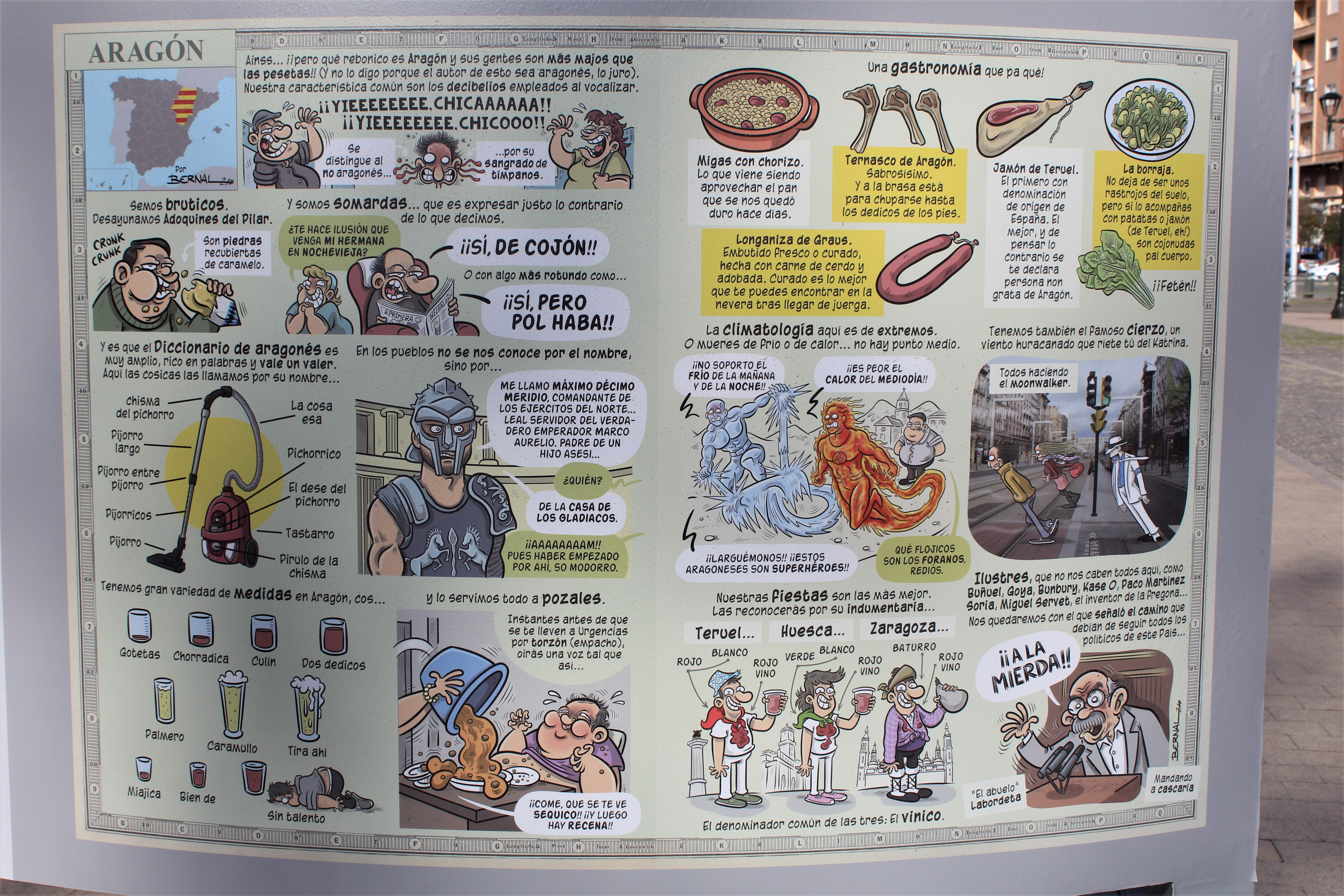
Dibujos de Bernal en una exposición callejera.

En el año 2005 entra en la revista El Jueves, donde, unos años después, arrancaría su serie Jano in copore sano (una página semanal sobre un personaje adicto al deporte). También pueden verse sus viñetas en la revista Panenka y, junto con Jose Videgaín, perpetrando el "HERALDO de OREGÓN" (publicación oficial del programa Oregón TV) en el Heraldo de Aragón, y "ARAGÓN de CINE" en el programa Hoy por Hoy Zaragoza de la cadena SER.
En el 2011 da el salto internacional y es invitado al Festival del cómic de Moscú para trabajar en el proyecto "RESPECT".
A todo ello, hay que sumarle la labor como guionista para la productora Lobomedia en el programa En el Fondo Norte de Aragón TV, en la sección de Aló Presidente del programa "Aragón Deporte Zaragocista" en Aragón Radio, y las ilustraciones del libro Curso de Oregonés para foranos: Volumen 2, pues. 
En 2022 inicia una nueva colaboración con la web leonsepia.com, en la que lleva a cabo un proyecto denominado como "La Zaragopedia", en la que ilustra vocablos típicos aragoneses con una temática relacionada con el Real Zaragoza. 

## Álbumes de historieta
- 2000-2001: Las caries Gliceryl y Gum I, II.
- 2005:Los Bonilla. De tal palo tal astilla (Editorial Cornoque)
- 2008:Cómic del 75 Aniversario del Real Zaragoza (AupaZaragoza.com)
- 2009:De TODO un POCO (Ediciones Publicomp)
- 2011: Apocalypse (Editado en Rusia)
- 2012: Curso de Oregonés para foranos: Volumen 2, pues. (Mira Editores) Escrito por José Videgaín con ilustraciones de Bernal.
- 2014: JANO in corpore sano. (GPEdiciones)
- 2015: Diccionario de Aragonés para foranos. (Mira Editores) Escrito por José Videgaín con ilustraciones de Bernal.
- 2016: Juan sin móvil. (Fun Readers) Escrito por José Vicente Sarmiento con ilustraciones de Bernal.
- 2019: Chico Águila. (Fun Readers) Escrito por Daniel Tejero y Roberto Malo con ilustraciones de Bernal.
- 2021: Juan sin móvil 2. (Fun Readers) Escrito por José Vicente Sarmiento con ilustraciones de Bernal.